# Kupa na Bălgarija 2018-2019
La Coppa di Bulgaria 2018-2019 è stata la 37ª edizione di questo trofeo, e la 79ª in generale di una coppa nazionale bulgara di calcio. La competizione è iniziata il 5 settembre 2018 e si è conclusa il 15 maggio 2019 con la finale. Lo Slavia Sofia era la squadra campione in carica. Il Lokomotiv Plovdiv ha conquistato il trofeo per la prima volta nella sua storia.
Partecipano tutti i club professionistici e, per completare il tabellone, sei squadre di dilettanti selezionate da tornei estivi regionali.

## Turno preliminare
| Squadra 1         | Risultato | Squadra 2        |
| ----------------- | --------- | ---------------- |
| 5 settembre 2018  |           |                  |
| Hebăr Pazardžik   | 3 – 1     | Vihren Sandanski |
| 12 settembre 2018 |           |                  |
| Atletik Kuklen    | 1 – 0     | Sozopol          |
| Spartak Varna     | 1 – 0     | Sevlievo         |

## Sedicesimi di finale
| Squadra 1         | Risultato       | Squadra 2         |
| ----------------- | --------------- | ----------------- |
| 25 settembre 2018 |                 |                   |
| Atletik Kuklen    | 0 – 6           | Levski Sofia      |
| Botev Gălăbovo    | 0 – 0 (8-9 dtr) | Vitoša Bistrica   |
| Dobrudža          | 0 – 1           | Lokomotiv Sofia   |
| Hebăr Pazardžik   | 1 – 6           | Beroe             |
| Kariana Erden     | 0 – 1           | Septemvri Sofia   |
| Pomorie           | 0 – 1           | Lokomotiv Plovdiv |
| Strumska Slava    | 2 – 1           | Carsko Selo       |
| Liteks Loveč      | 0 – 2           | Etăr              |
| Montana           | 0 – 2           | CSKA Sofia        |
| 26 settembre 2018 |                 |                   |
| Arda Kărdžali     | 0 – 1           | Černo More Varna  |
| Nesebăr           | 1 – 3           | Ludogorec         |
| Lokomotiv GO      | 1 – 1 (6-7 dtr) | Dunav Ruse        |
| Čern. Balčik      | 1 – 0           | Botev Vraca       |
| CDNA Sofia        | 1 – 4           | Botev Plovdiv     |
| 27 settembre 2018 |                 |                   |
| Pirin Blagoevgrad | 0 – 2           | Slavia Sofia      |
| Spartak Varna     | 1 – 1 (4-5 dtr) | Vereja            |

## Ottavi di finale
| Squadra 1        | Risultato       | Squadra 2         |
| ---------------- | --------------- | ----------------- |
| 30 ottobre 2018  |                 |                   |
| Strumska Slava   | 3 – 1           | Čern. Balčik      |
| Dunav Ruse       | 1 – 2           | Lokomotiv Plovdiv |
| CSKA Sofia       | 3 – 1           | Vitoša Bistrica   |
| 31 ottobre 2018  |                 |                   |
| Lokomotiv Sofia  | 2 – 3           | Septemvri Sofia   |
| Černo More Varna | 2 – 2 (5-4 dtr) | Levski Sofia      |
| Etăr             | 3 – 0           | Vereja            |
| Ludogorec        | 2 – 2 (4-3 dtr) | Slavia Sofia      |
| 1º novembre 2018 |                 |                   |
| Beroe            | 0 – 0 (3-4 dtr) | Botev Plovdiv     |

## Quarti di finale
| Squadra 1      | Risultato       | Squadra 2         |
| -------------- | --------------- | ----------------- |
| 2 aprile 2019  |                 |                   |
| Etăr           | 1 – 1 (6-7 dtr) | Lokomotiv Plovdiv |
| 3 aprile 2019  |                 |                   |
| Ludogorec      | 0 – 1           | CSKA Sofia        |
| 4 aprile 2019  |                 |                   |
| Strumska Slava | 0 – 2           | Septemvri Sofia   |
| Botev Plovdiv  | 1 – 1 (3-1 dtr) | Černo More Varna  |

## Semifinali
| Squadra 1                       | Totale | Squadra 2       | Andata | Ritorno |
| ------------------------------- | ------ | --------------- | ------ | ------- |
| 16 aprile 2019 / 23 aprile 2019 |        |                 |        |         |
| Lokomotiv Plovdiv               | 4 – 0  | Septemvri Sofia | 4 - 0  | 0 - 0   |
| 17 aprile 2019 / 24 aprile 2019 |        |                 |        |         |
| Botev Plovdiv                   | 6 – 5  | CSKA Sofia      | 3 - 2  | 3 - 3   |

## Finale
| Arbitro: | Yordanov |

|  |           |            |
|  | Marcatori | 73’ Ožbolt |